# Microsphaera ferruginea
Microsphaera ferruginea är en svampart som tillhör divisionen sporsäcksvampar, och som beskrevs av Jakob Eriksson. Microsphaera ferruginea ingår i släktet Microsphaera, och familjen Erysiphaceae. Arten är reproducerande i Sverige.